# Anne Petrea Vik
Anne Petrea Vik (* 8. Januar 1933 in Trondenes, Harstad), auch als Anne Vik bekannt, ist eine norwegische Politikerin der Senterpartiet (Sp). Sie war von Oktober 1989 bis November 1990 die Landwirtschaftsministerin ihres Landes.

## Leben
Vik ist die Tochter der Bauern Jarle und Jette Kristiansen. Nach dem Abschluss der Realschule im Jahr 1950 war sie bis 1951 sowie erneut 1968 als Vertretungslehrerin tätig. Dazwischen arbeitete sie von 1951 bis 1955 beim Telefondienst Televerket. Bis 1954 besuchte sie zudem eine Hauswirtschaftsschule, ab 1955 bewirtschaftete sie bis 2001 einen Bauernhof. Vik war des Weiteren in der Lokalpolitik engagiert und sie saß in den Jahren 1971 bis 1975 im Kommunalparlament von Kvæfjord.
In der Zeit von 1979 bis 1995 war sie Abgeordnete im Fylkesting der damaligen Provinz Troms. Ab 1987 fungierte sie dabei als Fraktionsvorsitzende der Senterpartiet-Gruppierung. Vik war zudem von 1979 bis 1984 die Vorsitzende des norwegischen Bäuerinnen-Verbandes.
Am 16. Oktober 1989 wurde Vik zur Landwirtschaftsministerin in der neu gebildeten Regierung Syse ernannt. Sie galt bei ihrer Ernennung als eher unbekannt. Das Amt als Ministerin hatte sie bis zum Abtritt der Regierung am 3. November 1990 inne. Vik sprach sich gegen eine EU-Mitgliedschaft Norwegens aus. Von 1995 bis 1999 fungierte sie als Vizebürgermeisterin von Kvæfjord.